# Гремина, Елена Анатольевна
Елена Анатольевна Гремина (Миндадзе) (20 ноября 1956, Москва — 16 мая 2018, там же) — российская сценаристка, режиссёр и драматург. Один из идеологов театрального направления «новая драма», где более всего ценится близость к реальности, умение максимально точно отражать современную действительность. Е. Гремина — один из основателей и директор Театр.doc, один из основоположников документального театра в России.

## Биография
Родилась в Москве в семье кинодраматурга Анатолия Гребнева, сестра сценариста и кинорежиссёра Александра Миндадзе.
Окончила отделение драматургии Литературного института. Была членом Союза писателей РФ и Союза театральных деятелей РФ.

## Деятельность
Первой постановкой по её пьесе стал спектакль «Русское затмение» («Дело корнета О-ва») в Московском Театре им. Пушкина в 1992 году. Её пьесы шли в разные годы в Театре Ермоловой (Москва), в Театре им. Станиславского, (Москва), в театре им. Комиссаржевской (Петербург), в театрах Омска, Саратова, Новосибирска, Красноярска и многих других российских городов. Большой успех имела пьеса о Екатерине Великой «За зеркалом», её премьера состоялась во МХАТе в 1993 году, главную роль сыграла певица Галина Вишневская.
В 2002 году вместе с другими драматургами Е. Гремина стала основателем и руководителем Театра. Док, первой некоммерческой, негосударственной открытой театральной площадки в России.
Елена Гремина также известна как один из организаторов фестивалей «Новая драма», «Новая пьеса», «Любимовка», «Кинотеатр.doc», конкурсов драматургии, лабораторий и семинаров для молодых драматургов. Является вдохновителем нового направления в российском театре, опирающемся на максимально точное художественное отражение современной действительности.
Скоропостижно скончалась утром 16 мая 2018 года в реанимации Боткинской больницы. Причиной смерти стала почечная и сердечная недостаточность. Похоронена на Троекуровском кладбище рядом с мужем.

## Семья
- муж — Михаил Угаров (1956—2018).
  - сын — Александр Родионов (род. 1978).

## Театральное направление
Гремина стояла у истоков театрального направления «новая драма», которое связано с кризисом драматургии постперестроечного периода и потерей интереса к российской драматургии. Гремина, наравне с другими авторами «новой драмы», долгое время была участником драматургического фестиваля «Любимовка».
Гремина известна как автор пьес на документальном материале, поставленных в Театре.doc её супругом Михаилом Угаровым («Сентябрь.doc», о событиях в Беслане, 2005 год, «Час восемнадцать», 2010 год, «Двое в твоем доме», 2011 год). Эти спектакли участвовали во многих российских и европейских фестивалях. «Час восемнадцать» и «Двое в твоем доме» были номинированы на премию «Золотая маска». Спектакль памяти Сергея Магнитского, а также второй пьесы об этом деле «Час Восемнадцать-2», включившей в себя анонимные показания сотрудников ФСИН, ставших свидетелями происходящего с адвокатом, имел широкий
общественный резонанс. Пьеса переведена на несколько языков и поставлена в Лондоне, США, Франции. В интервью журналу Большой Город Гремина сообщила, что спектакль о Магнитском — это первый спектакль, в котором Театр.doc отходит от своей традиционно нейтральной позиции.
Елена Гремина о «новой драме»:

Мы в «новой драме» просто пытаемся честно, по мере сил и возможностей писать о сегодняшнем дне. У Оли Мухиной в пьесе «Ю» есть такой диалог:
«Сильно собака покусала постового? — Как смогла». Вот и мы — как можем.— Елена Гремина 
Под руководством Елены Греминой артисты Театр.doc занимались социальной работой — вели театральные уроки в коррекционной школе, адаптировали русскую классику в школах для детей мигрантов, проводили семинары и мастер-классы с заключёнными подростками.
В 2013 году Елена Гремина дебютировала как театральный режиссёр, поставив в Театр.doc спектакль по своей пьесе «150 причин не защищать Родину». По её пьесе «Братья Ч» режиссёр Михаил Угаров снял художественный фильм.

## Телевидение
Елена Гремина — один из авторов сценария телевизионного многосерийного фильма «Петербургские тайны». Главный автор сериалов «Адъютанты любви» (2005), «Тридцатилетние» (2007), «Любовь на районе» (2008).

## Пьесы
«Колесо фортуны» 

«Дело корнета О-ва», 1992 

«Миф о Светлане» 

«Двое в твоем доме» 

«Глаза дня», 1996

«За зеркалом»

«Друг ты мой, повторяй за мной», 1995

«Сахалинская жена», 1996

«Глаза дня — Мата Хари»

«Сон на конец свету»

«Охота к перемене мест», 1993

«Нылка и Вылка в детском саду»

«Братья Ч.»

«150 причин не защищать Родину»

«Час 18», 2010

## Награды
- «Сталкер» (2005 год) за деятельность в области нового театра.
- Всероссийский конкурс драматургов.
- Всероссийский конкурс пьес о Москве.
- WDR (Кёльн, Германия).
- Лучшая радиопьеса (1991 год).
- Лучшая радиопьеса (1993 год).